# Amedej Vetrih
Amedej Vetrih (sinh 16 tháng 9 năm 1990) là một cầu thủ bóng đá Slovenia thi đấu ở vị trí tiền vệ cho Gaziantep.

## Sự nghiệp câu lạc bộ
Vetrih được ký hợp đồng bởi câu lạc bộ Ý Parma với bản hợp đồng 2 năm  vào mùa hè 2014 từ Gorica. Anh lập tức trở lại Nova Gorica với bản hợp đồng tạm thời.
Ngày 25 tháng 6 năm 2015 Vetrih trở thành cầu thủ tự do, sau khi Parma phá sản.
Vào mùa hè 2015 Vetrih gia nhập Domžale với bản hợp đồng 2 năm.